# Мушел VI Маміконян
Мушел (Мушег) VI Маміконян (вірм. Մուշեղ Զ Մամիկոնյան; бл. 710 —775) — 11-й гахерец ішхан (головуючий князь) в 748—753 роках.

## Життєпис
Ймовірно син Грагата Маміконяна (за іншою версією — Мушела V Маміконяна). Народився близько 710 року. Протягом 726—732 років разом з братами Давидом і Григором був наближеним до гахерец ішхана (головуючого князя) Вірменії Артавазда Камсаркана, оскільки їх сестра Шушан була одружена з ним.
Нічого не відомо про дії Мушела у 732 році, коли його брати Давид і Григор повстали проти нового гахерец ішхана Ашота III Багратуні. Лише у 740-х роках активно брав участь у новому повстанні проти останнього, яке перетворилося на антиарабське повстання.
748 року після смерті брата Григора обирається гахерец ішханом. Продовжив боротьбу проти роду Багратуні. Водночас намагався отримати допомогу від Візантії, але марно. У 750 році новий халіф Абу-ль-Аббас ас-Саффах не визнав титулу Мушела Маміконяна, з яким почав боротьбу. 753 році змушений був відмовитися від титулу. На посаду гахерец ішханан було призначено Саака III Багратуні.
Мушел зберіг родинні володіння, відійшовши від державних справ. У 771 році не підтримав повстання свого родича Артавазда, але вже у 774 році очолив антиарабське повстання викликане подвоєнням податків з населення. Спочатку завдав поразки арабам біля Двіна. До нього приєднався спарапет Смбат VII Багратуні, але у битві біля Баграванда коаліція вірменських ішханів на чолі з Маміконяном і Багратуні зазнала нищівної поразки. У битві загинули обидва очільника повсталих.
785 року його зять емір аль-Кайсі захопив володіння мушела, сини втекли до Васпуракана, де були вбиті Хамазаспом Арцруні.

## Родина
- Шапур (д/н—785)
- Вардан (д/н—785)
- донька, дружина Джахапа аль-Кайсі, еміра Манцікерту
- 3 доньки